# Rakousko na Letních olympijských hrách 1908
Rakousko na Letních olympijských hrách 1908 v Londýně reprezentovalo 7 mužů v 4 sportech.

## Medailisté
| Medaile | Jméno       | Sport   | Disciplína            |
| ------- | ----------- | ------- | --------------------- |
| Bronz   | Otto Scheff | Plavání | Muži 400 m volný styl |